# Trochomorphidae
Trochomorphidae zijn een familie van weekdieren uit de klasse van de Gastropoda (slakken).

## Geslachten
- Geotrochus van Hasselt, 1823
- Trochomorpha Albers, 1850